# Biélorussie au Concours Eurovision de la chanson 2010
La Biélorussie a participé au Concours Eurovision de la chanson 2010.

## Résultats de la sélection nationale
Il était initialement prévu que ONT reprenne la sélection du représentant de la Biélorussie après les critiques essuyées par la télévision nationale BTRC à propos de ses méthodes de sélection. Cependant, la demande déposée par l'ONT pour rejoindre l'Union européenne de radio-télévision, organisatrice du concours, ayant été rejetée, la BTRC a dû choisir le participant pour la 7e fois. Une sélection interne a été organisée lors de laquelle 41 groupes ou chanteurs se sont présentés, et le groupe 3+2 a été choisi avec sa chanson "Far Away". 
Le 19 mars 2010, le groupe change de chanson et interprétera "Butterflies" à Oslo.